# Louco por Você
Louco por Você é o álbum de estreia do cantor e compositor Roberto Carlos, de 1961. É um disco renegado pelo próprio cantor, que jamais quis relançá-lo em outros formatos.

## Álbum
Dois anos depois do lançamento do compacto simples "João e Maria/Fora do Tom" em 1959, Roberto Carlos estreava Louco por Você, primeiro LP do cantor. O disco de repertório variado expressa a incerteza da fase inicial da carreira de Roberto, fã da bossa nova, da música romântica, mas também ligado ao Rock and roll e as variantes do início deste gênero. Boa parte das canções do álbum tem composição de Carlos Imperial, seu produtor, além de padrinho artístico e marqueteiro do jovem e ainda anônimo Roberto Carlos. 
Não há dados precisos sobre a vendagem do disco. Segundo a Revista Fã Club, da Editora Imprima (não mais editada), teria vendido  743 cópias; mas Paulo Cesar de Araújo afirma que o álbum vendeu 512 unidades. Há fontes que dizem Louco por Você teria vendido 3.500 cópias, o que é contraditório, já que em 1961, isso não seria considerado um fracasso comercial. Em uma matéria de 1965, a Revista do Rádio afirma que o resultado do álbum foi "bom", mas sem ser o esperado.
Por outro lado, o single de mesmo nome obteve êxito. Em 1962, a Revista do Rádio lembrou que canção foi extraída para o disco 78rpm, fazendo sucesso. De fato, a canção figurou em paradas musicais publicadas pela revista na época. Já o Diario Carioca destaca que a canção era a segunda mais pedida pelos ouvintes do programa Peça Bis Pelo Telefone, da Rádio Mayrink Veiga, um dos programas de discos mais ouvidos pela Guanabara e com penetração pelo interior do país.
Louco por Você acabou renegado por Roberto, principalmente, segundo Araújo, pela desafinação do cantor num pequeno trecho do bolero "Não é Por Mim" e se tornou o segundo LP mais caro e raro no Brasil (tem o preço comercial de R$ 3.000,00, perdendo apenas para o raríssimo Paêbirú, de Lula Côrtes & Zé Ramalho). Além disso, nunca foi relançado oficialmente e foi vetado pelo próprio artista de integrar a caixa em edição de CD dos álbuns de 1960. 
A capa de Louco por Você é a mesma do álbum "To Each His Own", lançado por Ken Griffin em 1946, tendo sido inserido somente o letreiro com o título do LP e o nome de Roberto Carlos.

## Faixas - Composição e Duração
| N°  | Título                             | Composição                                           | Duração |
| --- | ---------------------------------- | ---------------------------------------------------- | ------- |
| 1.  | Não é Por Mim                      | Carlos Imperial-Fernando Cesar                       | 2:55    |
| 2.  | Olhando Estrelas (Look For a Star) | Mark Antony (Vsr. Paulo Rogério)                     | 2:10    |
| 3.  | Só Você                            | Edson Ribeiro e Renato Corte Real                    | 2:19    |
| 4.  | Mr. Sandman                        | Patt Ballard (Vsr. Carlos Alberto)                   | 2:36    |
| 5.  | Ser Bem                            | Carlos Imperial                                      | 2:45    |
| 6.  | Chore Por Mim (Cry Me A River)     | Arthur Hamilton (Vsr. Júlio Nabib)                   | 3:19    |
| 7.  | Louco por Você (Careful, Careful)  | Lee Pocriss-Paul Vance (Vsr. Carlos Imperial)        | 3:23    |
| 8.  | Linda                              | Bill Caesar-Carlos Imperial                          | 2:32    |
| 9.  | Chorei                             | Carlos Imperial                                      | 2:05    |
| 10. | Se Você Gostou                     | Carlos Imperial-Fernando César                       | 2:30    |
| 11. | Solo Per Te                        | A. Minco (Vrs. Renato Corte Real)                    | 2:45    |
| 12. | Eternamente (Forever)              | Bob Marcucci-Peter de Angelis (Vrs. Carlos Imperial) | 3:03    |

### Créditos
- Roberto Carlos: voz
- Astor Silva: Regência